# بيغ ميلو
بيغ ميلو (بالإنجليزية: Big Mello) هو رابر أمريكي، ولد في 7 أغسطس 1968 في هيوستن في الولايات المتحدة، وتوفي في 15 يونيو 2002 بسبب حادث مرور.

## وصلات خارجية
- بيغ ميلو على موقع ميوزك برينز (الإنجليزية)
- بيغ ميلو على موقع أول ميوزيك (الإنجليزية)
- بيغ ميلو على موقع ديسكوغز (الإنجليزية)